# ロバート・ヘンリー (第2代ノーティントン伯爵)
第2代ノーティントン伯爵ロバート・ヘンリー（英語: Robert Henley, 2nd Earl of Northington KT PC FSA、1747年1月3日 – 1786年7月5日）は、グレートブリテン王国の貴族、政治家。庶民院議員、アイルランド総督を務めた。

## 生涯
初代ノーティントン伯爵ロバート・ヘンリーの息子として生まれ、ウェストミンスター・スクールとオックスフォード大学クライスト・チャーチ（1763年10月24日入学、1766年4月30日にM.A.の学位を得る）で教育を受けた。1763年4月に財務省出納官に任命され、1768年イギリス総選挙でハンプシャー選挙区から出馬して庶民院議員に当選した。1771年11月28日にClerk of the Hanaperに任命され、1772年1月14日にケンブリッジ大学から法学博士の学位を得た後、2月17日に貴族院議員に就任、1773年8月18日にはシッスル勲章を授与された。1777年3月6日、ロンドン考古協会フェローに選出された。

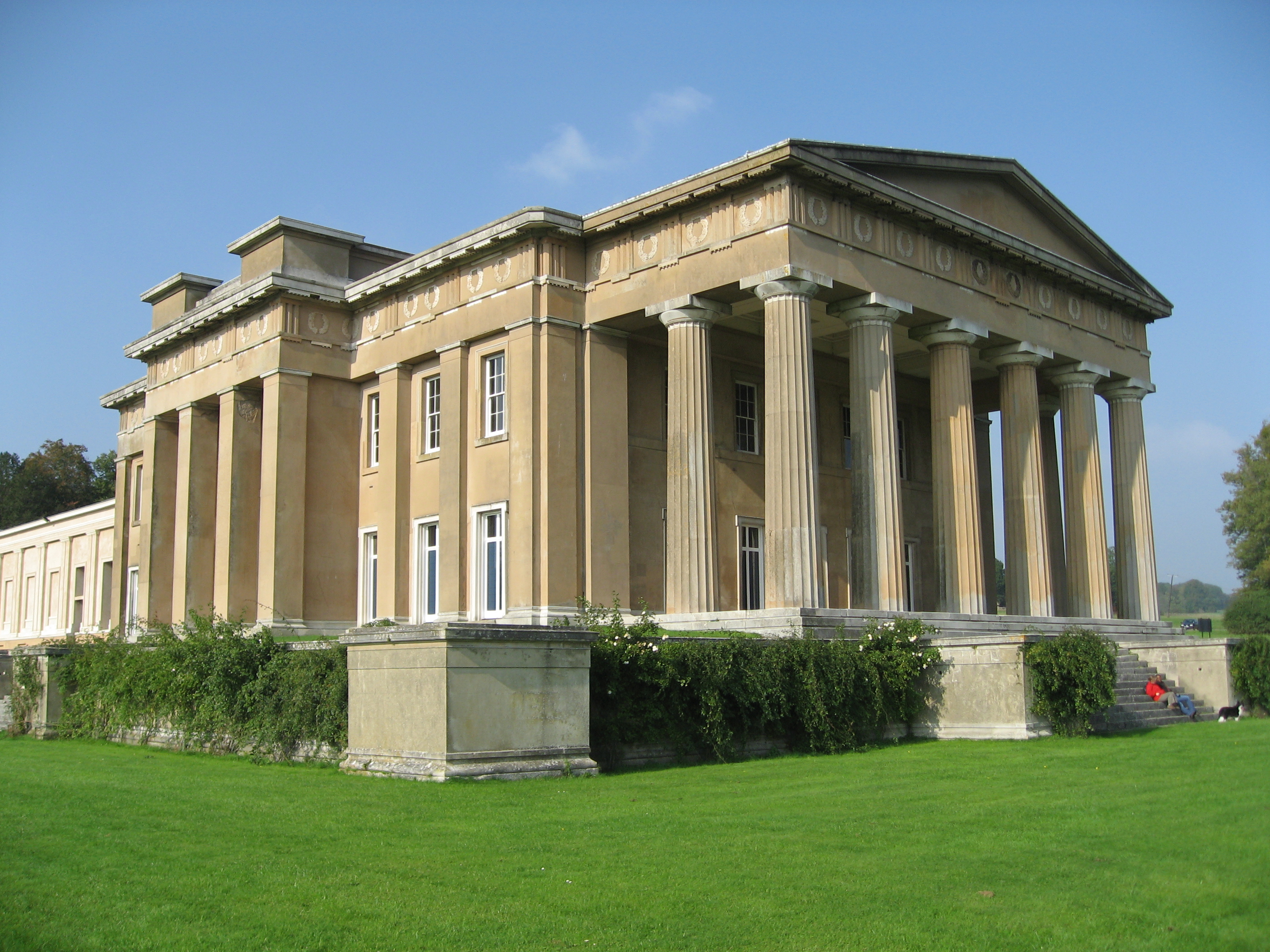
ザ・グランジ。ノーティントン伯爵が父から継承した財産の1つ。

1783年にフォックス＝ノース連立内閣が成立したとき、4月30日にアイルランド総督として入閣、同日にアイルランドの枢密顧問官に任命された。彼は在任中に亜麻とたばこ産業の発展に貢献したほか、アイルランド財務大臣にアイルランド不在の政治家ではなくアイルランドに住む政治家を任命すべきと進言、総督の俸給が1万6千ポンドから2万ポンドに増額されたときには「完全に満足した」と発言した。
連立内閣が崩壊するとノーティントン伯爵も辞任、後任が到着した後の1784年2月26日にダブリンを離れた。1786年7月5日、イタリアから戻る道中にパリで死去、ハンプシャーのノーティントン教会で埋葬された。ノーティントン伯爵が生涯未婚だったため、爵位は廃絶、邸宅のザ・グランジは売却された。ジョシュア・レノルズによる1787年の肖像画は現在では南オーストラリア美術館所蔵である。

## 評価
ナサニエル・ラクソールはノーティントン伯爵が素晴らしい人物ではなかったが、アイルランド人に愛される努力をしたと評した。

## 関連図書
- Drummond, Mary M. (1964). "HENLEY, Robert, Lord Henley". In Namier, Sir Lewis; Brooke, John (eds.). The House of Commons 1754-1790 (英語). The History of Parliament Trust. 2019年3月30日閲覧。
- Barker, George Fisher Russell; O'Brien, Gerard (21 May 2009) [23 September 2004]. "Henley, Robert, second earl of Northington". Oxford Dictionary of National Biography (英語) (online ed.). Oxford University Press. doi:10.1093/ref:odnb/12932。 (要購読、またはイギリス公立図書館への会員加入。)
- Kelly, James (October 2009). "Henley, Robert". In McGuire, James; Quinn, James (eds.). Dictionary of Irish Biography (英語). United Kingdom: Cambridge University Press. doi:10.3318/dib.009221.v1。